# Dracophyllum menziesii
Dracophyllum menziesii är en ljungväxtart som beskrevs av Joseph Dalton Hooker. Dracophyllum menziesii ingår i släktet Dracophyllum och familjen ljungväxter. Inga underarter finns listade i Catalogue of Life.